# Antonio Pacini
Pour les articles homonymes, voir Pacini.
Antonio Francesco Gaetano Saverio Pacini (né le 7 juillet 1778 à Naples et mort le 10 mars 1866 à Paris), est un compositeur italien et un célèbre éditeur musical installé en France.

## Biographie
Antonio Pacini étudia l'harmonie et le contrepoint au Conservatoire de la Pietà dei Turchini à Naples. Il y dirige un orchestre.
Installé en France, il prend un poste de chef d'orchestre à Nîmes. Il y crée son opéra-comique Isabelle et Gertrude sur un ancien livret de Nicolas Favart à l’occasion de l’ouverture du théâtre, rebâti en 1801.
Il se rend à Paris en 1802 et se consacra à donner des cours de chant jusqu'en 1822, notamment à des membres de la famille impériale ; il compose  des mélodies et y fait représenter ses quatre opéras-comiques. Pacini commence une carrière d'éditeur musical, avec Felice Blangini (vers 1806) et Jérôme-Joseph de Momigny, en publiant le "Journal des troubadours", un journal mensuel contenant un recueil de romances populaires, et de mélodies pour voix et guitare et de pièces pour guitare et pour lyre. Au bout de quelques années, Pacini renonce à sa carrière de compositeur.
À partir de 1810-1811, il travaille seul dans sa maison d'édition musicale, qui prospère entre 1820 et 1840. L'enseigne s'intitule Magasin de Musique Pacini, au 11, boulevard des Italiens.
Amédée Méreaux qui a bien connu Pacini a écrit à propos du sinistre qui détruit le magasin de musique de Pacini : 

« … Son magasin, situé sur le boulevard, au coin de la rue Marivaux, fut brûlé par l'incendie du théâtre Favart vers 1835. Tout le fonds de Pacini fut la proie des flammes. C'était une ruine ; mais la sympathie de tous les artistes le sauva de ce désastre. On renouvela en sa faveur le livre des Cent et un ; de tous les pays il reçut des manuscrits pour le piano, pour la voix, de cent et un compositeurs français ou étrangers, et cette publication sans droits d'auteur lui rapporta d'autant plus qu'elle ne lui avait rien coûté. »

— Amédée Méreaux, Journal de Rouen, 1865.
Pacini se retire des affaires en 1840 et cède sa maison d'édition à son gendre Antoine de Choudens, qui crée en 1845 les éditions Choudens. Grâce à ses efforts, les œuvres voix et piano de célèbres compositeurs italiens Rossini, Bellini, Mercadante, Donizetti... et également des œuvres de Paganini (24 caprices et 12 sonates), Field (les 6 premiers concertos pour piano) et Chopin (Valse op. 42) furent popularisées en France.  
Il a, entre autres, composé l'opéra-comique Isabelle et Gertrude et l'opérette Point d'adversaire, joués à Paris au théâtre Feydeau en 1805-1806.
En 1832, il organisa une tournée de son ami Paganini à Rouen, à Evreux et au Havre. 
Antonio Pacini est marié à Jacqueline Rosier. Ils ont trois enfants Émilien Pacini (1811-1888) ; Émilie Euphémie Thérèse Pacini (1820-1887), dite Émilie-Thérèse Paton ; Eugénie Jeanne Pacini, mariée à Antoine de Choudens (1825-1888) qui est la mère d’Antony Choudens (1849-1902), compositeur, et de Paul de Choudens (1850-1925). 
D'origine italienne, il est naturalisé français le 31 décembre 1832.
Le site mvmm.org indique de Pacini aurait été membre d'une loge maçonnique comme il était courant à l'époque pour les musiciens :

« Il nous semble hors de doute que le Frère Pacini mentionné comme compositeur de Couplets à la page 228 (...) de la Lyre maçonne de 1810 soit le compositeur et éditeur de musique Antonio Francesco Gaetano Saverio Pacini (1778-1866), (...).
D'ailleurs Boubée signale dans ses Souvenirs maçonniques qu'un de ses cantiques fut gravé par le Frère Paccini, souverain prince Rose-Croix, qui était membre du souverain Chapitre de l'Age d'Or. »

## Œuvres
Parmi les œuvres qu'il a composées ou arrangées figurent : 
- Isabelle et Gertrude, opéra-comique en 1 acte, livret de Charles-Simon Favart (Nîmes, 1804 ; Opéra-Comique, 01 mars 1806).
- Point d'adversaire, opéra-comique en 1 acte, livret de Joseph Pain (Paris, théâtre Montansier, 08 avril 1805 [18 germinal an XIII]).
- Le voyage impromptu ou Sera-t-il médecin, opéra-comique en 1 acte, livret d'Aubertin et Dumersan, (création à Paris, théâtre Montansier, le 05 avril 1806).
- Amour et mauvaise tête ou la Réputation, comédie en 3 actes mêlée d'ariettes, livret d'Alexis Arnoult (Opéra-Comique, 17 mai 1808).

Arrangement
- Ivanhoé, opéra en 3 actes, livret d'Émile Deschamps (1791-1871) et Gustave de Wailly (1804-1878), musique de Gioacchino Rossini, arrangé pour la scène française par Antonio Pacini avec la permission de l'auteur (Théâtre Royal de l'Odéon, 15 septembre 1826).